# Андріс Тейкманіс
Андріс Тейкманіс (29 листопада 1959 , Рига ) — латвійський політик, юрист і дипломат. Керівник Канцелярії Президента Латвії Егілса Левітса з 5 серпня 2019 року.

## Біографія
Андріс Тейкманіс закінчив Латвійський університет, юридичний факультет (1983 р.).
Професійна діяльність:
- 1983—1988 рр. — Ризький міський відділ міліції, слідчий;
- 1988—1990 рр. — Ризький міський окружний народний суд, суддя;
- 1990—1994 рр. — Народний депутат Ризької міської ради, голова;
- з 1990 по 1993 рр. — Член Верховної Ради Латвійської Республіки;
- з липня 1994 року по квітень 1995 року — Латвійська Республіка спеціальний посол Латвійської Республіки в Раді Європи;
- з квітня 1995 року по лютий 1998 року Надзвичайний і Повноважний посол Латвії у Ради Європи;
- з лютого 1998 року по липень 2002 року — Надзвичайний і Повноважний посол Латвійської Республіки у Федеративній Республіці Німеччина;
- Серпень 2002 — квітень 2005 р. — міністерство закордонних справ Латвійської Республіки, заступник Державного секретаря;
- Квітень 2005 — листопад 2008 р. — Надзвичайний і Повноважний Посол Латвійської Республіки в Російській Федерації;
- з грудня 2008 по травень 2013 року — міністерство закордонних справ Латвії, державний секретар;
- з травня 2013 року по серпень 2016 року — Надзвичайний і Повноважний посол Латвії у Великій Британії та Північній Ірландії;
- з листопада 2013 по грудень 2017 рр. — Латвійська Республіка Нерезидент Надзвичайний і Повноважний посол Нової Зеландії;
- з листопада 2013 по грудень 2017 рр. — Надзвичайний і Повноважний Посол Латвії в Австралії[2].

У 2016—2019 рр. був послом Латвії в США.
Одружений, має двох дітей. Кавалер Ордена Трьох зірок. Вільно володіє англійською, німецькою та французькою мовами.

## Галерея

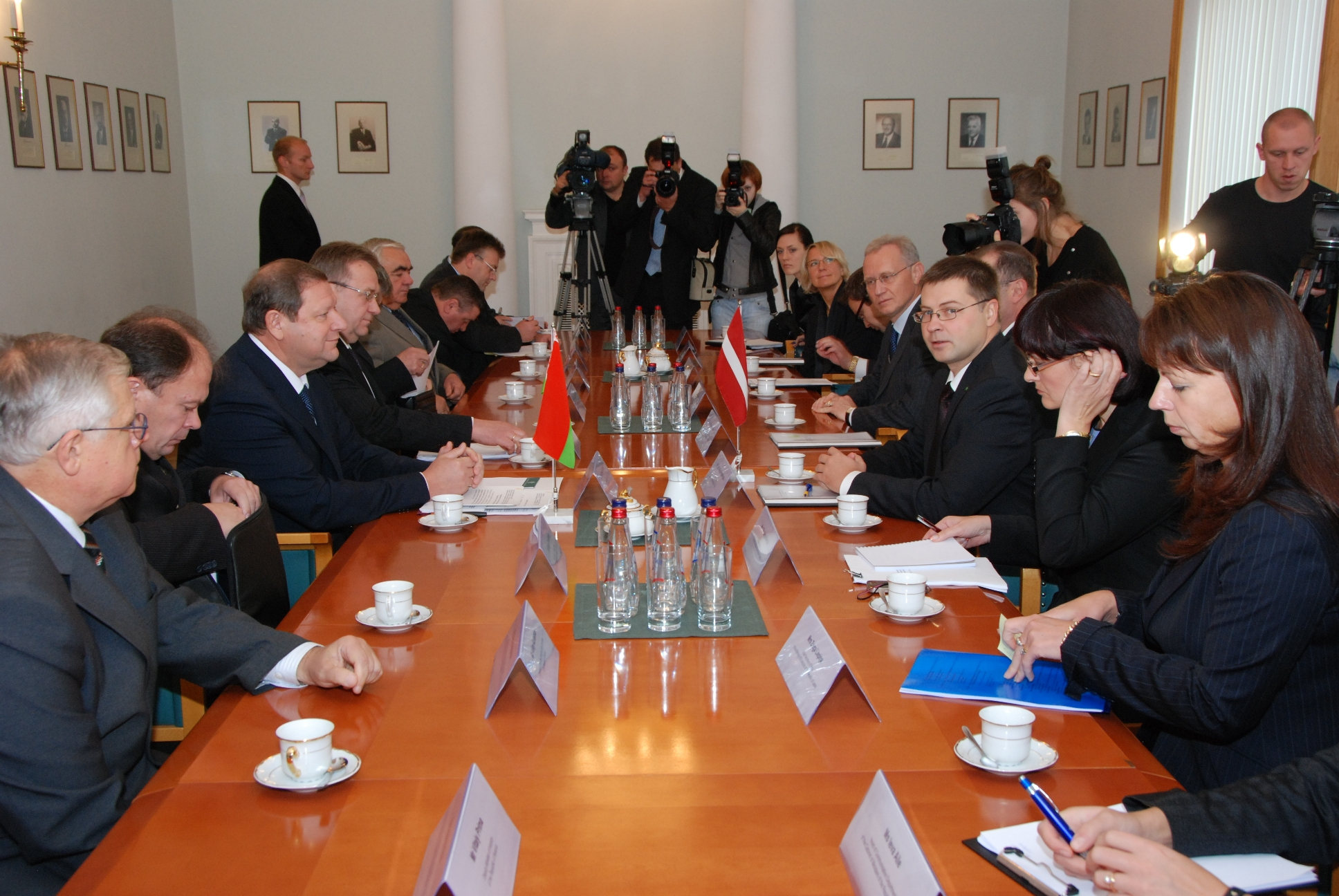
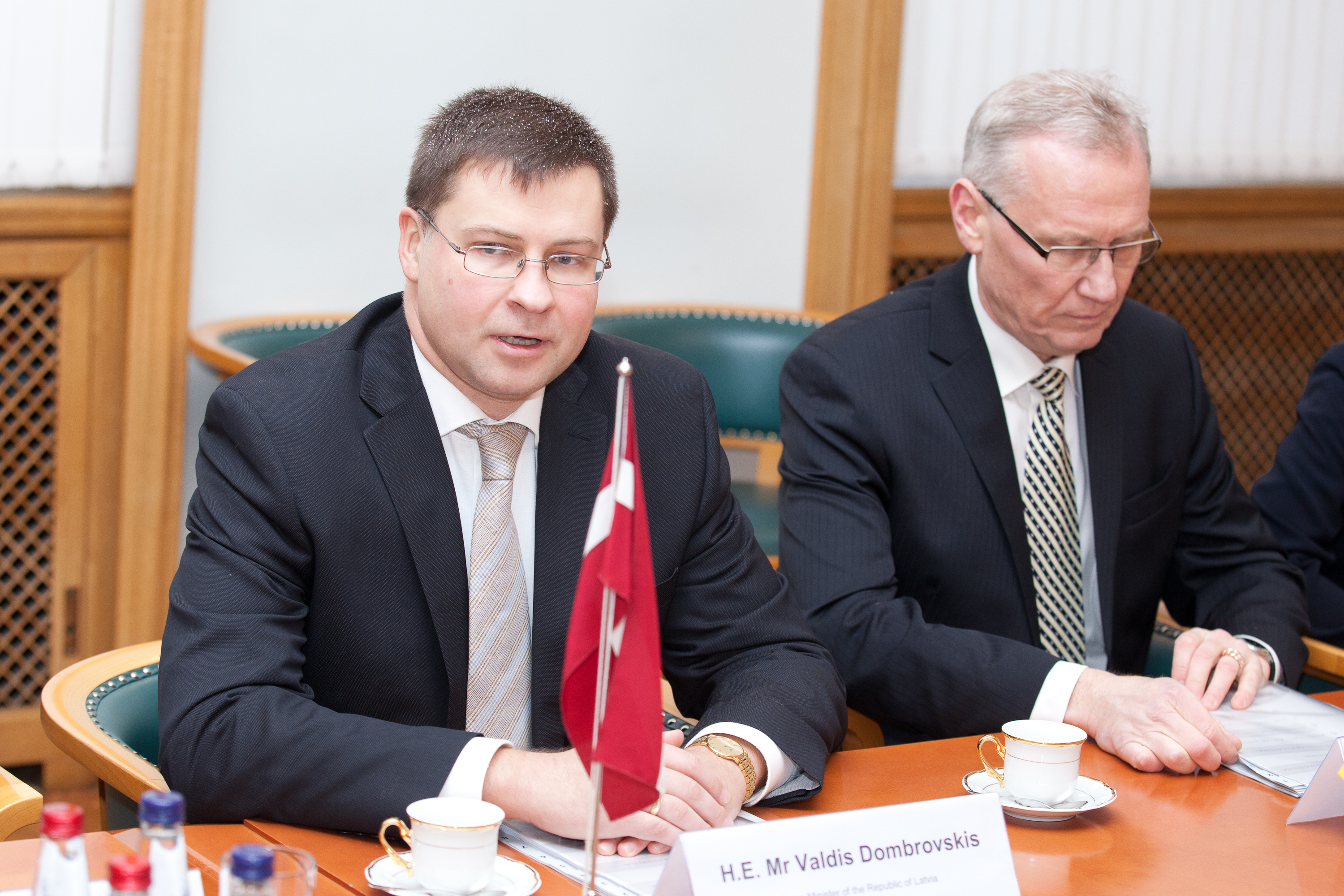